# Hogna massauana
Hogna massauana är en spindelart som beskrevs av Roewer 1959. Hogna massauana ingår i släktet Hogna och familjen vargspindlar.
Artens utbredningsområde är Etiopien. Inga underarter finns listade i Catalogue of Life.